# Підсумовуючи
«Підсумо́вуючи», або «Підбива́ючи пі́дсумки» (англ. «The Summing Up») — роман англійського письменника Сомерсета Моема, написаний у 1938 році. Письменник характеризує його як автобіографічний, водночас наголошуючи, що твір не є ані автобіографією у вузькому розумінні цього слова, ані мемуарами.

## Історія
Сомерсет Моем прожив довге і насичене подіями життя. Хоча він з дитинства тяжів до літератури і свідомо розвивав у собі письменницький талант, однак вже замолоду зрозумів, що пристойну платню творчою роботою заробити важко, тому паралельно з написанням книг намагався працювати і в інших сферах. Ще однією причиною, яка спонукала його до такого вибору, була певна життєва програма, яку він ще в юності склав і яку намагався реалізувати протягом усього життя. Сенс програми полягав у тому, щоби набути досвіду у якомога різноманітніших царинах людської діяльності, повністю реалізувавши свій внутрішній потенціал. Короткий час він встиг попрацювати лікарем, потім перейшов до дипломатичної роботи, зрештою, став секретним агентом. У цих іпостасях він встиг об'їздити цілий світ і побачити людей найрізноманітніших професій, національностей, соціальних і культурних прошарків. Свої спостереження він використовував при написанні художніх творів, залишаючи власну особистість поза контекстом.
Як він сам зазначає у романі, «передивляючись повідомлення про смерть в „Таймс“, я дійшов думки, що шістьдесят років — дуже нездоровий вік; а так як я вже давно знаю, що мені було б дуже прикро померти, не написавши цієї книги, то, мабуть, треба братися за неї негайно». Роботу над романом Сомерсет Моем завершив 1938 року у віці шістьдесяти чотирьох років, проживши після цього ще не один десяток літ. Слід зазначити, що це була не перша спроба розповісти читачам про свою долю. Їй передувало написання автобіографічного роману «Тягар пристрастей людських», причому письменник наголошував, що обидві книги не є точною автобіографією чи мемуарами. Пізніше роман «Підсумовуючи» неодноразово перевидавався і був перекладений іншими мовами.

## Сюжет
Чітко окресленої сюжетної лінії твір не має. Його зміст є потоком свідомості — вільними міркуваннями на різноманітні теми, пов'язані з творчістю й особистістю Моема, викладеними у більш-менш хронологічному порядку. Спочатку автор пояснює, на чому побудований його літературний стиль, і як він його розвивав. Далі переходить до побіжного опису свого дитинства і юності. Після цього детально зупиняється на своєму драматургічному досвіді. В цій частині роману він висловлює критичні зауваження щодо творчості інших класиків англійської літератури і драматургії. Потім знов ненадовго повертається до опису свого життєвого шляху, пояснюючи, чому він свідомо порвав з театром і зосередився на художній літературі. У прикінцевій частині роману Сомерсет Моем міркує про сенс професії письменника, ділиться своїми релігійно-філософськими поглядами.